# Gemelli Diversi
Gemelli Diversi (с итальянского — «разные близнецы») — поп-рэп группа, образованная в Милане в 1998 году.
Музыку группы можно отнести к рэпу или к фанку с элементами r’n’b.

## История

### 1990-е
Группа была создана путём объединения двух ранее существовавших групп: «La Cricca» (Thema и THG) и «I Rima nel Cuore» (Grido и Strano.
3 сентября 1998 они выпустили свой первый альбом Gemelli Diversi.

### 2000-е
3 ноября 2000 выпущен второй альбом 4x4 (Quattro per quattro). Второй сингл с этого альбома «Музыка» занял первое место на радиостанциях.
2001 год Gemelli Diversi открыли концертом с Эросом Рамаццотти.
4 октября 2001 году выпустили уже третий альбом — Fuego. 2003 году он был переиздан, как «Fuego special edition» (специальное издание) в него были добавлены ремиксы с альбома Fuego.
2004 год ознаменовался для группы, как выпуск альбома Reality Show, что явилось эволюцией в их истории и переход от рэпа к более мелодичному исполнению.
В 2005 году был выпущен двойной диск Reality Show.
В 2006 году выходит песня «Standing ovation», в которой критикуют рэпера Senigallia, обвиняя его в употребление наркотиков и использования моду рэп для своих личных целей. В том же году выпускают альбом «BOOM!» в котором поют о таких же молодых группах, как и они (когда они выпускали «4x4»). В 2008 году альбом «BOOM!» становится «золотым». Продано более 45 000 копий
В 2007 году песня «Ancora un po’ (inedito)» стала саундтреком фильма «Ночь перед экзаменом — сегодня».
В 2009 году поют рэп против нищеты, насилия, детской проституции, 20 февраля 2009 года выпускают The Greatest Hits.

## Текущий состав
- Алессандро Мерли (THG) — DJ (1998-настоящее время)
- Франческо Странджес (Strano) — голос (1998-настоящее время)
- Эмануэлле Буснаги (Thema) — рэп (1998-настоящее время)
- Лука Алеотти (Grido) — рэп (1998-настоящее время)

## Дискография

### Альбомы
- Gemelli DiVersi (1998)
- 4x4 (2000)
- Fuego (2002)
- Fuego Special Edition (2003)
- Reality Show (2004)
- Reality Show — Dual Disc (2005)
- BOOM! (2007)
- Tutto da capo (2012)

## Награды
- MTV Europe Music Awards — Лучший итальянский исполнитель (2003).